# Puneeth Rajkumar
Puneeth Rajkumar  (Chenai, 17 de março de 1975 — Bangalor, 29 de outubro de 2021) foi um ator, cantor e apresentador de televisão indiano, que trabalhou primariamente na cena cinemática de Karnataka. Appu já foi ator principal em 27 filmes; quando criança, ele aparecia em filmes com seu em pai, Rajkumar. Sua atuação nos filme Vasantha Geetha (1980), Bhagyavantha (1981), Chalisuva Modagalu (1982), Eradu Nakshatragalu (1983) e Bettada Hoovu (1985) foram bem recebidas. Ele ganhou o prêmio Melhor Atuação Infantil no National Film Award pelo seu papel de Appu em Bettada Hoovu. Seu primeiro papel foi no filme Appu de 2002.
Ele já apareceu como protagonista em vários filmes rentáveis, incluindo Appu (2002), Abhi (2003), Veera Kannadiga (2004), Maurya (2004), Aakash (2005), Arasu (2007), Milana (2007), Vamshi (2008), Raam (2009), Jackie (2010), Hudugaru (2011) e Raajakumara (2017), e é uma das celebridades mais famosas e bem pagas do cinema canarês. Em 2012, ele estreou como apresentador de televisão no popular game show Kannadada Kotyadhipati, uma versão canaresa de Quem Quer Ser um Milionário?.

## Televisão
Em 2013, Puneeth apresentou a primeira temporada de Kannadada Kotyadhipati, programa aos moldes de Kaun Banega Crorepati, que também é moldado em outra programa de televisão, Who Wants to Be a Millionaire?. A primeira temporada foi bem sucedida, por causa disso, houve uma segunda temporada.

## Outros projetos
Puneeth foi envolvido em atos filantrópicos com sua mãe no ashram Shakti Dhama de Mysore, e dono da equipe de Premier Futsal de Bengaluru .

## Vida pessoal e morte
Puneeth nasceu no Hospital Kalyani em Chennai, Tamil Nadu, filho de Rajkumar e Parvathamma Rajkumar. Ele é o quinto filho e o mais novo. Quando Puneeth tinha seis anos de idade, sua família se mudou para Mysore. Seu pai trazia ele e sua irmã, Poornima, aos seus sets de filmagem até os seus dez anos de idade. Seu irmão mais velho, Shiva Rajkumar, é um ator popula.
Puneeth se casou Ashwini Revanth de Chikmagalure em 1 de dezembro de 1999. Eles se conheceram através de um amigo em comum, e têm duas filhas: Drithi e Vanditha.
Puneeth morreu em 29 de outubro de 2021 no Vikram Hospital em Bangalor, aos 46 anos de idade, devido a uma parada cardíaca.